# Trichomeloe syriacus
Trichomeloe syriacus is een keversoort uit de familie van oliekevers (Meloidae). De wetenschappelijke naam van de soort is voor het eerst geldig gepubliceerd in 2008 door Marco A. Bologna en Andrea Di Giulio. De soort is alleen bekend uit Syrië en leeft op een hoogte van 400 tot 1100 meter boven zeeniveau. De adulten zijn te vinden van januari tot maart. Ze worden ongeveer 14 tot 22 millimeter lang.